# Ciappe
Le ciappe sono un tipo di pane caratteristico della cucina ligure. Sono sottili sfogliatine di pasta, il cui aspetto ricorda quello della piadina romagnola, anche se di solito di forma più stretta e allungata. Vengono consumate prevalentemente come antipasto, accompagnate da salumi, formaggi, o insalate.

## Ingredienti
Gli ingredienti e la preparazione sono molto semplici, essendo costituite da un impasto di farina, acqua, sale e olio d'oliva, a cui sono a volte aggiunti rosmarino, origano o altre erbe aromatiche.

## Etimologia
Il termine ciappa, in dialetto ligure, indica originariamente una lastra di pietra, che era usata tradizionalmente per cuocere il piatto.